# Francisco Javier Mauleón
Francisco Javier Mauleón Unsuain, nacido el 16 de septiembre de 1965 en Vitoria (Álava, España), de padres navarros, fue un ciclista español, profesional entre los años 1988 y 1998, durante los que consiguió tres victorias. Tras su retirada, trabajó como mecánico en el equipo Festina y en la marca de componentes Campagnolo.

## Palmarés
1988
- Vuelta a Aragón

1990
- 2.º en el Campeonato de España en ruta

1992
- 1 etapa de la Vuelta a España

1996
- Subida al Naranco

## Resultados en Grandes Vueltas y Campeonato del Mundo
Durante su carrera deportiva ha conseguido los siguientes puestos en las Grandes Vueltas y en los Campeonatos del Mundo en carretera:
| Carrera         | 1988 | 1989 | 1990 | 1991 | 1992 | 1993 | 1994 | 1995 | 1996 | 1997 | 1998 |
| --------------- | ---- | ---- | ---- | ---- | ---- | ---- | ---- | ---- | ---- | ---- | ---- |
| Giro de Italia  | -    | -    | 25.º | -    | -    | -    | -    | 19.º | -    | -    | -    |
| Tour de Francia | -    | -    | -    | 21.º | 19.º | 26.º | -    | Ab.  | -    | 85.º | Ab.  |
| Vuelta a España | -    | 61.º | 47.º | 55.º | 9.º  | 20.º | -    | -    | 18.º | 67.º | -    |
| Mundial en ruta | Ab.  | -    | Ab.  | -    | 74.º | 41.º | -    | Ab.  | 17.º | -    | -    |

-: No participa

Ab.: Abandono

## Equipos
- Kas-Canal 10 (1988)
- Clas (1989)
- CLAS-Cajastur (1990-1993)
- Mapei-Clas (1994)
- Mapei-GB (1995-1996)
- ONCE (1997)
- ONCE-Deutsche Bank (1998)